# Економіка Кюрасао
Економіка Кюрасао — це економіка з високим рівнем доходу, як визначено Світовим банком. Острів має добре розвинену інфраструктуру з потужними секторами туризму та фінансових послуг. Судноплавство, міжнародна торгівля, переробка нафти та інші види діяльності, пов'язані з портом Віллемстад (зона вільної торгівлі), також роблять вагомий внесок у економіку.
Кюрасао має один з найвищих рівнів життя в Карибському басейні, займаючи 46-те місце на планеті за рівнем ВВП (ДПП) на душу населення та 28 місцем у світі за номінальним ВВП на душу населення.
Для диверсифікації економіки уряд залучає іноземні інвестиції. Ця політика називається політикою «Відкриті обійми» й приділяє велику увагу компаніям, що працюють у сфері інформаційних технологій.

## Історія
На початку своєї історії економіка Кюрасао була зосереджена на видобутку солі з багатих на солі водоймам у східній частині острова. До цього часу, починаючи з XVI століття, переселенці (спочатку іспанські, а пізніше голландські) робили численні невдалі спроби створити сільськогосподарську галузь. Посушливий клімат Кюрасао, в якому є мало джерел прісної води, зробив його важким і невигідним.
Хоча географія острова спочатку вважалася перешкодою з економічної точки зору, згодом виявилася неоціненною завдяки ідеальному розташуванню для торгівлі. Судноплавні та торгові операції в порту Віллемстад, відіграли важливу роль у розвитку економіки.
На початку XX століття відкриття нафти у Венесуелі змусило великі нафтові компанії інвестувати в цей регіон. Починаючи з 1920 року, переробка нафти стала ключовою частиною економіки острова, і становила майже 90 % її експорту.
Під час Другої світової війни Кюрасао був притулком для голландських багатонаціональних компаній, започаткувавши історію острова як центру фінансових послуг.
Туризм також стає все більш важливим сектором економіки. Нещодавно будівництво пристані Мега Пьєр дозволило приймати в Кюрасао великі круїзні кораблі, що посилило його позицію як туристичного напряму.

## Туризм
Кюрасао — популярне місце для туризму для країн Східної Америки, Південної Америки, Нідерландів та Німеччини. Це призводить до зростання туризму в Карибському басейні з 610 186 пасажирами круїзу в 2013 році, що на 41,4 % більше порівняно з попереднім роком. Міжнародний аеропорт Хато у 2013 році прийняв 1.772.501 пасажирів і оголосив про інвестиції у 48 млн $, спрямованих на перетворення аеропорту на регіональний центр до 2018 року. Починаючи з початку 2014 року, ракетний літак Lynx, має здійснювати польоти в суборбітальний як частину космічного туризму й науково-дослідницьких місій з нового космічного порту на Кюрасао. Острів лежить поза урагановим поясом і має розвинену туристичну інфраструктуру.
На узбережжі Кюрасао є різка впадина падіння, знана як «Блакитний край», що робить його популярним місцем дайвінгу. До коралових рифів для сноркелінгу та підводного плавання можна дістатися без човна. На південному узбережжі є спокійні затоки, а також багато невеликих пляжів, таких як Ян Тіль і Кас Абу. На береговій лінії Кюрасао є численні бухти та входи, які служать популярними місцями причалу для човнів.

## Переробка нафти

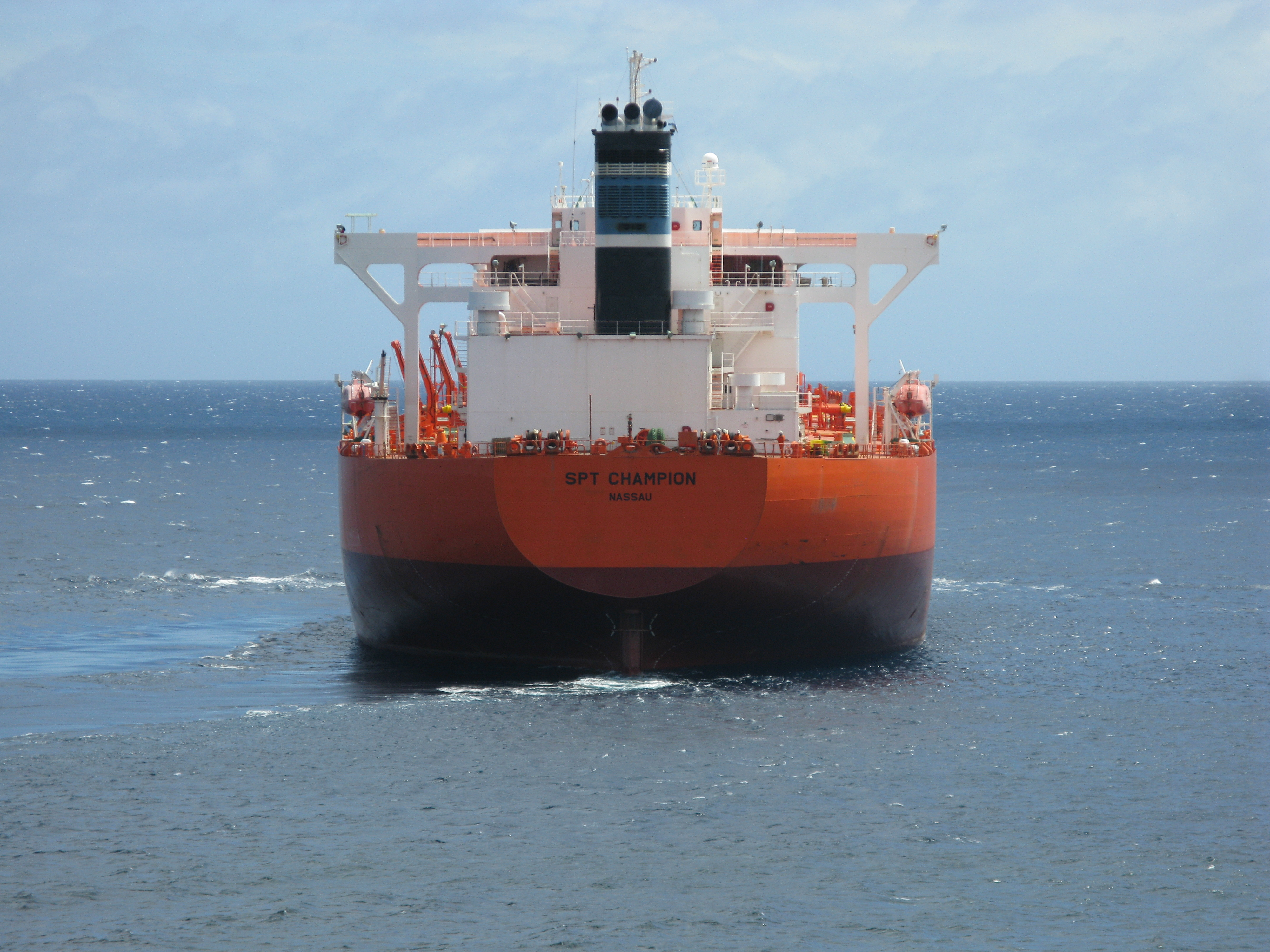
Танкер з нафтою, що вирушає з порту Віллемстад

Відкриття нафти в басейні Маракайбо у Венесуелі на початку XX століття змусило уряд Венесуели шукати місця для масштабної переробки нафти. Близькість Кюрасао, природні глибокі порти та стабільний уряд сприяли будівництву Royal Dutch Shell, найбільшого на той час НПЗ у світі. НПЗ розташовано в Шоттеґаті, природній гавані поза Віллемстадом, він почав діяти в 1918 року.
Державна нафтова компанія Венесуели, Петролеос-де-Венесуела (PDVSA), працює нафтопереробним заводом «Ісла», що має потужність 320.000 барелів на день.
З 2017 року ведуться переговори з китайською компанією GZE.

## Фінансові послуги
Історія Кюрасао у сфері фінансових послуг починається з Першої світової війни та початку роботи комерційних банків. Зі зростанням економіки ці банки почали брати на себе додаткові функції, з часом стаючи повноцінними фінансовими установами. Голландська Карибська біржа цінних паперів розташована в столиці Віллемстаді, як і Центральний банк Курасао та Сінт Маартен; останній засновано 1828 року, що робить його найстарішим центральним банком Західної півкулі. Правова система острова підтримує широкий спектр корпоративних структур. Кюрасао вважається офшорною зоною, але дотримується Кодексу ЄС щодо податків. Він має статус кваліфікованого посередника від IRS в США та є прийнятою юрисдикцією Оперативної групи з питань фінансової діяльності ОЕСР та Карибського басейну з питань відмивання грошей. Країна виконує заходи щодо протидії відмиванню грошей та протидії тероризму.

## Азартні ігри
2001 року Кюрасао (тоді частина Нідерландських Антильських островів) суттєво оновив законодавство про зону електронної комерції, що пропонувало вкрай вигідні фіскальні умови. Метою створення вільних економічних зон в Курачао є просування острова як міжнародного бізнес-центру, центру дистрибуції, так центру електронної комерції.

## Електронна комерція
Курасао має два типи зон електронної комерції. З одного боку, це зони, де товари можна зберігати, переробляти, збирати, упаковувати, випускати та продавати. З іншого — це зони зі спрощеним оподаткуванням та умовами відкриття для міжнародної торгівлі та послуг, за умови, що ця діяльність проводиться в електронному вигляді. На Кюрасао працює багато бізнесів, що займаються продаєжем товарів через інтернет.
Умови для отримання спрощених умов: реєстрація в економічній зоні Кюрасао, фізичний офіс на острові, керування офісом може відбуватися суто з залученням місцевих жителів. Натомість, такі фізичні особи та компанії не можуть отримати статус електронної економічної зони:
- бухгалтери, адміністративні помічники та податкові консультанти;
- нотаріуси;
- юристи;
- довірчі офіси;
- постачальники фінансових послуг (іпотечні компанії, брокери та страхові компанії)